# Country House (フォント)
Countryhouse（カントリーハウス）は、アメリカ合衆国のデザインスタジオ、House Industries が作成・販売している、ラテン文字フォント（字体）である。